# Песчанка (приток Сердобы)
Песча́нка — река в Малосердобинском районе Пензенской области России, левый приток Сердобы.

## География
Длина — 15 километров, площадь водосборного бассейна 66 км². Исток реки располагается на юге Малосердобинского района, вблизи границы с Саратовской областью. Его высота составляет около 240 метров. Устье реки находится на юго-западе села Малая Сердоба, где Песчанка впадает в Сердобу. Находится в степи, течет по открытой местности.
Русло реки умеренно извилистое, песчаное. Ежегодное повышение уровня наблюдается в период ледовых образований. Весеннее половодье характеризуется резким непродолжительным подъёмом уровня, который начинается за несколько дней до вскрытия. Разрушение ледового покрова сопровождается кратковременным ледоходом (3-5 дней). Сроки начала весеннего ледохода колеблются в пределах третьей декады марта — начале апреля. Подъём уровня происходит интенсивно, средняя продолжительность подъёма 5-6 дней. Максимальный уровень наблюдается в первой декаде апреля.
Летне-осенняя межень наступает в конце мая — начале июня и редко нарушается дождевыми паводками. Минимальные меженные уровни отмечены в июле-августе. В периоде с октября по ноябрь уровни незначительно повышаются за счёт осенних дождей.
Первые ледовые образования наблюдаются в конце октября — начале ноября, средняя дата появления ледовых образований — 7 ноября. Ледостав устанавливается в конце ноября — начале декабря. Продолжительность периода с устойчивым ледовым покровом колеблется от 114 до 160 дней. Толщина льда составляет 75 см. Основная масса годового стока проходит весной в период с марта по май.

## Этимология
Название реки происходит от характерных песчаных берегов. Также существует версия происхождения от более древнего гидронима: от татарского — пичан, пишен — «сенная», так как в низовьях реки, до распахивания в 1960-х находились заливные луга, где всегда косили сено.

## Переправы
Автомобильный мост на трассе Малая Сердоба — Топлое.
Плотина у пруда, образуемого Песчанкой.
Автомобильный мост в конце улицы Максима Горького в Малой Сердобе.